# الجوف الأعلى (إب)

تعديل مصدري - تعديل

الجوف الأعلى محلة تابعة لقرية السهلة، التابعة لعزلة بلادشار بمديرية إب إحدى مديريات محافظة إب في الجمهورية اليمنية، بلغ تعداد سكانها 35 حسب تعداد اليمن لعام 2004.